# Simeon Mechev
Simeon Mechev (Bulgarian: Симеон Мечев; sinh 16 tháng 3 năm 1990 ở Stara Zagora) là một tiền vệ bóng đá Bulgaria thi đấu cho Vereya.

## Gia đình
Mẹ của anh - Malina là một ca sĩ nhạc pop đồng quê và nhà quản lý bóng đá Bulgaria, nhưng bố của anh Krasimir Mechev là một cầu thủ bóng đá Bulgaria đã giải nghệ.

## Sự nghiệp

### Youth Clubs
Sinh ra ở Stara Zagora Mechev đã thi đấu cho 2 câu lạc bộ trẻ ở quê nhà, từ 1997 đến 2007, gồm Trayana và Beroe. Vào tháng 1 năm 2008 anh chuyển đến Slavia Sofia và ký bản hợp đồng chuyên nghiệp đầu tiên.
Mechev trải qua hai mùa giải ở Lokomotiv Gorna Oryahovitsa nhưng được giải phóng vào tháng 9 năm 2017.